# ブッチャー・ボーイ
『ブッチャー・ボーイ』（原題：The Butcher Boy）は、1997年制作のアイルランド・アメリカ合衆国のコメディ映画。ニール・ジョーダン監督。
パトリック・マッケイブの原作の同名小説の映画化。両親の愛情に飢え、友人にも裏切られた少年が精神のバランスを崩し、殺人という凶行に走る姿をコミカルに描いた作品。日本では神戸連続児童殺傷事件の影響で劇場公開が見送りとなったが、2021年に東京・ユーロライブにてイベント公開された。

## キャスト
※括弧内は日本語吹替。
- フランシー・ブレイディ：イーモン・オーウェンズ（浅野まゆみ）
- ベニー・ブレイディ / 大人のフランシー（クレジットなし）：スティーヴン・レイ（内田直哉）
- ニュージェント夫人：フィオナ・ショウ（塩田朋子）
- ジョー・パーセル：アラン・ボイル（本田貴子）
- アニー・ブレイディ：エイスリン・オサリヴァン（山崎美貴）
- アロおじさん：イアン・ハート
- バブルス神父：ブレンダン・グリーソン
- シネイド・オコナー
- ミロ・オーシャ
- ショーン・マッギンレイ
- ピーター・ゴーウェン
- アンドリュー・フラートン
- ジョン・カヴァノー

## 受賞
- 第48回ベルリン国際映画祭銀熊賞 (監督賞)（ニール・ジョーダン）[3]
- 第24回ロサンゼルス映画批評家協会賞音楽賞（エリオット・ゴールデンサール）[4]
- 第11回ヨーロッパ映画賞撮影賞（エイドリアン・ビドル）[5]